# Арка Вуота (Бергамо)
Арка Вуота је насеље у Италији у округу Бергамо, региону Ломбардија.
Према процени из 2011. у насељу је живело 15 становника. Насеље се налази на надморској висини од 272 м.